# ე
ე（グルジア語: ენი、/ɛnɪ/）は、現行のグルジア文字の5番目の文字である。

## 使用
ジョージア語では非円唇前舌半広母音[ɛ]を表す。記数法では数値5を表す。
ジョージア国内のラズ語でも使用されている。トルコ国内で使用されているラズ語ラテン・アルファベットの「E」に対応する。アブハズ語（1937年から1954年まで）およびオセット語（1938年から1954年まで） のグルジア文字表記法でも使用されていたが、現在はキリル文字が主に使われ、「Е」と記される。
ジョージア語のラテン文字化では「E」と記す。グルジア語の点字では記号⠑（U + 2811）となる。
「ჱ」が廃止された以降、この文字はまず「ეჲ」と書き換えられ、現在は「ე」（もしくは「ეი」）と書かれる（ქრისტჱ → ქრისტეჲ → ქრისტე、მთვარჱ → მთვარეჲ → მთვარეなど）。

## 字形
| アソムタヴルリ | ヌスフリ | ムヘドルリ | ムタヴルリ |
| -------------- | -------- | ---------- | ---------- |
|                |          |            |            |

## 符号位置
| 文字 | Unicode | JIS X 0213 | 文字参照          | 備考           |
| ---- | ------- | ---------- | ----------------- | -------------- |
| Ⴄ    | U+10A4  | -          | &#x10A4; &#4260;  | アソムタヴルリ |
| ⴄ    | U+2D04  | -          | &#x2D04; &#11524; | ヌスフリ       |
| Ე    | U+1C94  | -          | &#x1C94; &#7316;  | ムタヴルリ     |
| ე    | U+10D4  | -          | &#x10D4; &#4308;  | ムヘドルリ     |